# Phoradendron canzacotoi
Phoradendron canzacotoi är en sandelträdsväxtart som beskrevs av Trelease. Phoradendron canzacotoi ingår i släktet Phoradendron och familjen sandelträdsväxter. Inga underarter finns listade i Catalogue of Life.